# 伊日·达莱尔
伊日·达莱尔（捷克語：Jiří Daler，1940年3月8日—），捷克男子自行车运动员。他曾代表捷克斯洛伐克参加1964年和1968年夏季奥林匹克运动会自行车比赛，其中1964年奥运会获得一枚金牌。